# Carex austrozhejiangensis
Espèce
Classification phylogénétique
Carex austrozhejiangensis est une espèce de plantes du genre Carex et de la famille des Cyperaceae.